# Cưỡi ngựa tại Thế vận hội Mùa hè 2016
Bản mẫu:Cưỡi ngựa tại Thế vận hội Mùa hè 2016
Môn cưỡi ngựa tại Thế vận hội Mùa hè 2016 ở Rio de Janeiro diễn ra từ ngày 6 tới 19 tháng Tám tại Trung tâm cưỡi ngựa quốc gia ở Deodoro. Các bộ huy chương sẽ được trao cho các ba nội dung ở cả cá nhân và đồng đội.

## Các nội dung

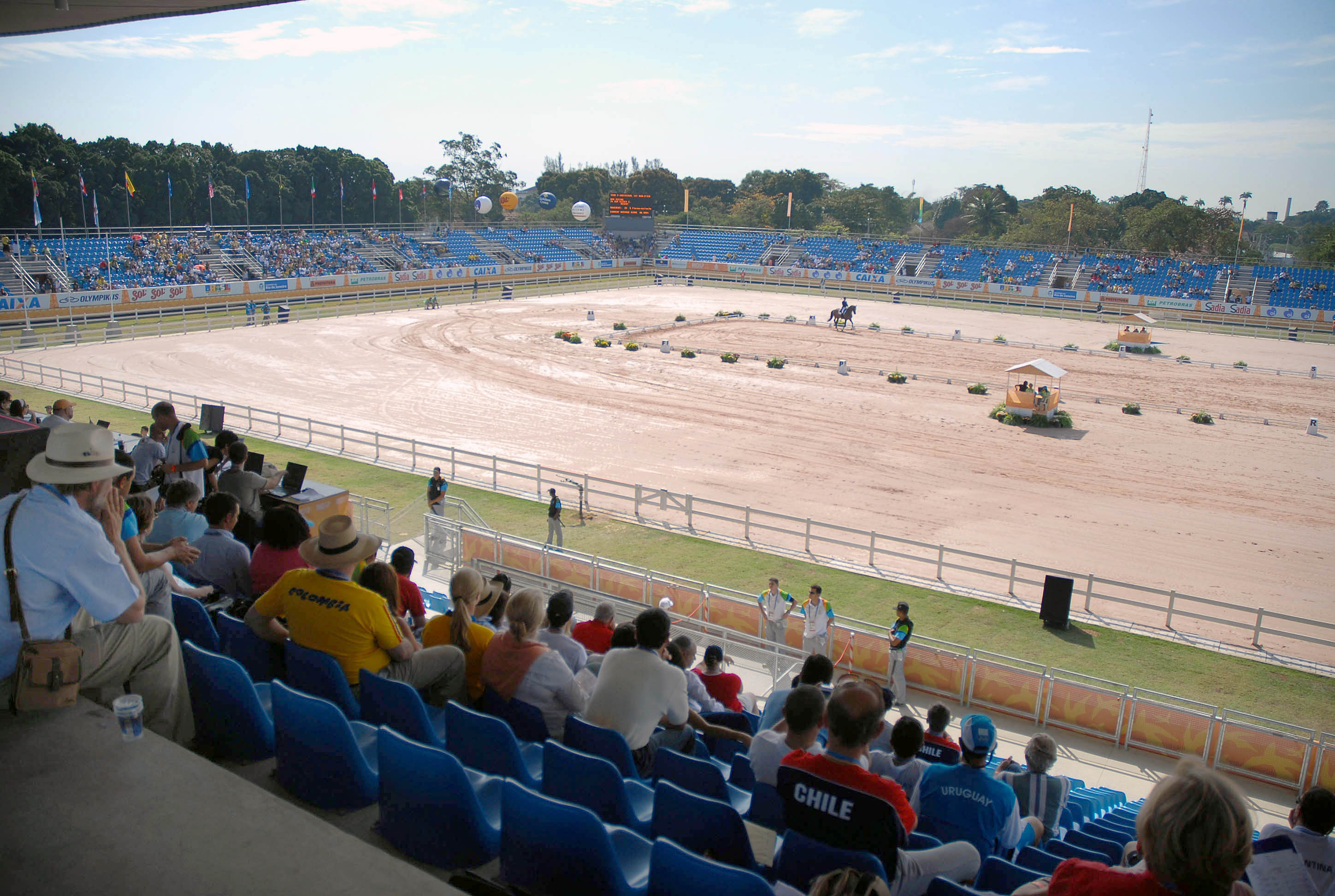
Trung tâm cưỡi ngựa quốc gia nơi diễn ra môn cưỡi ngựa.

Các bộ huy chương được trao cho các nội dung sau:
- Biểu diễn cá nhân
- Biểu diễn đồng đội
- Nhảy ngựa cá nhân
- Nhảy ngựa đồng đội
- Mã thuật tổng hợp cá nhân
- Mã thuật tổng hợp đồng đội

## Vòng loại
Mỗi nội dung sẽ có luật vòng loại riêng, nhưng đều dựa vào bảng xếp hạng FEI.

### Biểu diễn
Đối với nội dung đồng đội, sẽ có mười suất tham dự. Ba suất được trao thông qua FEI World Equestrian Games 2014. Sáu suất còn lại được trao tại các giải khu vực (châu  u: 3, châu Mỹ: 1, châu Á/Phi: 2). Ngoài ra, nếu một quốc gia có 3 hoặc 4 vận động viên tham dự tại nội dung cá nhân thì họ cũng được coi là một đội và được phép tham dự nội dung đồng đội.
Đối với nội dung cá nhân, 60 suất được trao như sau: 40 đến từ các vận động viên ở nội dung đồng đội ở trên. Còn lại, hai vận động viên có thứ hạng cao nhất đến từ bảy khu vực địa lý sẽ được tham dự. Sáu vận động viên đứng đầu bảng xếp hạng FEI mà không đủ điều kiện thì sẽ vẫn giành được xuất tham dự.

### Nhảy ngựa
Một quốc gia có thể gửi bốn vận động viên nếu họ vượt qua được vòng loại của nội dung đồng đội. Tương tự nội dung biểu diễn, các đội gồm bốn vận động viên hoặc là giành suất thông qua World Equestrian Games (WEG) hoặc thông qua giải khu vực. WEG trao năm suất, các khu vực chín suất (châu Mỹ: hai, châu  u: bốn, châi Á: hai, châu Phi và Trung Đông: một), và chủ nhà (Brazil). Đối với nội dung cá nhân, có tổng cộng 75 suất được trao như sau: 60 từ các đội tuyển ở trên phần còn lại của các khu vực hoặc thông qua bảng xếp hạng.

### Mã thuật tổng hợp
Một quốc gia có thể gửi bốn vận động viên nếu họ vượt qua được vòng loại của nội dung đồng đội. Tương tự nội dung biểu diễn, các đội gồm bốn vận động viên hoặc là giành suất thông qua WEG hoặc thông qua giải khu vực hoặc suất hỗn hợp. WEG trao sáu suất, các khu vực bảy (châu Mỹ: một, châu  u: hai, châu Á, Phi và Đại Dương: một), nước chủ nhà (Brazil).  Đối với nội dung cá nhân,có tổng cộng 65 suất được trao như sau: 44 từ các đội tuyển ở trên, 7 thông qua giải khu vực và 14 thông qua bảng xếp hạng thế giới.

## Tham dự

### Quốc gia tham dự
43 quốc gia vượt qua vòng loại. Trung Hoa Đài Bắc, Cộng hòa Dominica, Palestine, Qatar và Zimbabwe lần đầu xuất hiện tại môn cưỡi ngựa Thế vận hội.
- Argentina (4)
- Úc (12)
- Áo (1)
- Bỉ (5)
- Brasil (8)
- Canada (10)
- Chile (1)
- Trung Quốc (1)
- Colombia (2)
- Đan Mạch (4)
- Cộng hòa Dominica (1)
- Ecuador (1)
- Ai Cập (1)
- Phần Lan (1)
- Pháp (12)
- Đức (12)
- Anh Quốc (12)
- Ireland (6)
- Ý (5)
- Nhật Bản (10)
- México (1)
- Maroc (1)
- Hà Lan (12)
- New Zealand (5)
- Palestine (1)
- Perú (1)
- Ba Lan (1)
- Bồ Đào Nha (1)
- Puerto Rico (1)
- Qatar (4)
- Nga (5)
- Nam Phi (1)
- Hàn Quốc (1)
- Tây Ban Nha (9)
- Thụy Điển (12)
- Thụy Sĩ (7)
- Đài Bắc Trung Hoa (1)
- Thổ Nhĩ Kỳ (1)
- Ukraina (5)
- Hoa Kỳ (12)
- Uruguay (1)
- Venezuela (2)
- Zimbabwe (1)

## Competition format

### Nhảy ngựa
Có năm vòng để xác định huy chương cá nhân. Các vận động viên được xếp từ thứ nhất đến 60 (bao gồm đồng vị trí 60) được vào vòng hai. 45 vận động viên đứng đầu vòng hai 2, bao gồm đồng vị trí 45, bước vào vòng ba. 35 vận động viên đứng đầu vòng ba tiếp tục vào vòng 4, nhưng chỉ có tối đa ba vận động viên một đội (nên nếu một quốc gia có 4 vận động viên trong top 35, một trong số đó sẽ không được tranh huy chương).
Tại vòng bốn (vòng chung kết cá nhân A), mọi lỗi đều được xóa bỏ và bắt đầu tính từ không lỗi. Top 20 vận động viên vòng 4 sẽ vào vòng 5 (vòng chung kết cá nhân B), và thi đấu ở sân khác. Các lỗi ở vòng chung kết cá nhân A và B sẽ được cộng dồn để xác định huy chương.
Nội dung đồng đội sẽ thi đấu ba vòng để xác định huy chương. Được diễn ra đồng thời với nội dung cá nhân (các vận động viên thi đấu trên cùng một sân) nên các vận động viên của đội tuyển cũng tham dự luôn nội dung cá nhân. Vòng một là vòng 2 của nội dung cá nhân. Tám đội xếp đầu từ vòng một sẽ được vào vòng hai (cùng sân thi đấu với vòng 3 cá nhân). Điểm số của tám quốc gia là điểm cộng của vòng một và vòng hai, huy chương được trao dựa vào tổng điểm.

### Biểu diễn
Các đội được tạo ra bởi bốn vận động viên, tất cả đều cùng đồng thời tham dự nội dung cá nhân. Thêm vào đó, các quốc gia không có một đội đầy đủ thi sẽ tranh tài ở nội dung cá nhân.
Các vận động viên sẽ thi đấu ở vòng Grand Prix, nơi là vòng một của cả nội dung cá nhân và đồng đội. Sáu quốc gia đứng đầu (bao gồm cả đồng vị trí thứ 6) bước vào vòng Grand Prix Special, nơi diễn ra các cuộc đấu khắt khe hơn. Tổng điểm của ba vận động viên cao nhất mỗi đội ở cả Grand Prix và Special được sử dụng để quyết định huy chương, đội có điểm số cao nhất sẽ dành huy chương vàng.
Các vận động viên tranh tài ở Grand Prix (vòng một của nội dung cá hnân) phải thi đấu tiếp Grand Prix Special (vòng hai của nội dung cá nhân) nếu đội của họ trong top 6 (24 vận động viên tất cả). Thêm vào đó, top 8 vận động viên không vượt qua với đội sẽ vào vòng Special dành cho nội dung cá nhân. Top 18 vận động viên từ vòng Special sẽ tới vòng ba cá nhân, tự do. Tuy nhiên, không quá ba thành viên một đội được vào. Mỗi vận động viên tự biểu diễn theo phong cách tự do, phải theo nhạc và một vài động tác bắt buộc. Các vận động viên có thể một bài thi để sức mạnh với ngựa của họ, cũng như các động tác khó hơn so với trong yêu cầu của Grand Prix hay Special để tăng điểm số. Kết quả được xóa bỏ ở hai vòng đầu tiên, nội dung cá nhân tính theo điểm ở bài thi tự do.

### Mã thuật tổng hợp
Nội dung đồng đội và cá nhân được diễn ra đồng thời. Các vận động viên sẽ tham dự một vòng biểu diễn, một vòng băng đồng và một vòng nhảy ngựa. Nội dung đồng đội được tính bằng cách cộng điểm của cả ba nội dung, ở mỗi nội dung sẽ tính điểm của ba người có điểm số tốt nhất trong tổng số tối đa năm vận động viên của một quốc gia, đội nào có điểm phạt ít nhất sẽ giành huy chương vàng. Top 25 vận động viên cá nhân sau vòng nhảy ngựa một sẽ tiếp tục vòng nhảy ngựa 2, với tối đa 3 vận động viên một quốc gia. Do đó, ở nội dung cá nhân sẽ có một biểu diễn, một vòng băng đồng và hai vòng nhảy ngựa.

## Huy chương

### Bảng xếp hạng
| 1    | Đức       | 2 | 2 | 2 | 6  |
| 2    | Anh Quốc  | 2 | 1 | 0 | 3  |
| 3    | Pháp      | 2 | 1 | 0 | 3  |
| 4    | Hoa Kỳ    | 0 | 1 | 2 | 3  |
| 5    | Thụy Điển | 0 | 1 | 0 | 1  |
| 6    | Úc        | 0 | 0 | 1 | 1  |
| 6    | Canada    | 0 | 0 | 1 | 1  |
| Tổng | Tổng      | 6 | 6 | 6 | 18 |

### Danh sách huy chương
| Biểu diễn cá nhân          | Charlotte Dujardin trên Valegro · Anh Quốc | Isabell Werth trên Weihegold Old · Đức | Kristina Bröring-Sprehe trên Desperados FRH · Đức |  |  |  |
| Biểu diễn đồng đội         | Đức (GER) · Sönke Rothenberger trên Cosmo · Dorothee Schneider trên Showtime FRH · Kristina Bröring-Sprehe trên Desperados FRH · Isabell Werth trên Weihegold Old                | Anh Quốc (GBR) · Spencer Wilton trên Super Nova II · Fiona Bigwood trên Orthilia · Carl Hester trên Nip Tuck · Charlotte Dujardin trên Valegro     | Hoa Kỳ (USA) · Allison Brock trên Rosevelt · Kasey Perry-Glass trên Dublet · Steffen Peters trên Legolas 92 · Laura Graves trên Verdades                   |  |  |  |
|                            | | | |  |  |  |
| Mã thuật tổng hợp cá nhân  | Michael Jung · trên Sam FBW · Đức | Astier Nicolas · trên Piaf de B'Neville · Pháp | Phillip Dutton · trên Mighty Nice · Hoa Kỳ |  |  |  |
| Mã thuật tổng hợp đồng đội | Pháp (FRA) · Karim Laghouag trên Entebbe · Thibaut Vallette trên Qing du Briot · Mathieu Lemoine trên Bart L · Astier Nicolas trên Piaf de B'Neville                             | Đức (GER) · Julia Krajewski trên Samourai du Thot · Sandra Auffarth trên Opgun Louvo · Ingrid Klimke trên Hale-Bob Old · Michael Jung trên Sam FBW | Úc (AUS) · Shane Rose trên CP Qualified · Stuart Tinney trên Pluto Mio · Sam Griffiths trên Paulank Brockagh · Chris Burton trên Santano II                |  |  |  |
|                            | | | |  |  |  |
| Nhảy ngựa cá nhân          | Nick Skelton · Anh Quốc | Peder Fredricson · Thụy Điển | Eric Lamaze · Canada |  |  |  |
| Nhảy ngựa đồng đội         | Pháp (FRA) · Philippe Rozier trên Rahotep de Toscane · Kevin Staut trên Reveur de Hurtebise · Roger-Yves Bost trên Sydney une Prince · Pénélope Leprevost trên Flora de Mariposa | Hoa Kỳ (USA) · Kent Farrington trên Voyeur · Lucy Davis trên Barron · McLain Ward trên Azur · Elizabeth Madden trên Cortes'C'                      | Đức (GER) · Christian Ahlmann trên Taloubet Z · Meredith Michaels-Beerbaum trên Fibonacci · Daniel Deusser trên First Class · Ludger Beerbaum trên Casello |  |  |  |